# Séries télévisées diffusées sur CBS
Pour un article plus général, voir CBS.
Voici une liste non exhaustive des séries diffusées sur le réseau CBS.

## Séries diffusées actuellement par CBS

### Feuilletons d'après-midi
- Les Feux de l'amour (The Young and the Restless) (1973–en cours)
- Amour, Gloire et Beauté (The Bold and the Beautiful) (1987–en cours)
- Beyond the Gates (en)[1] (depuis le 24 février 2025)[2]

### Drames
- NCIS : Enquêtes spéciales (NCIS) (2003–en cours)
- FBI (2019–en cours)
- Fire Country[3] (2022–en cours)[4]
- NCIS: Sydney (série australienne, depuis le 14 novembre 2023)[5]
- Tracker[6] (depuis le 11 février 2024)[7]
- Elsbeth[8] (série dérivée de The Good Wife, depuis le 29 février 2024)[9]
- Matlock (en)[8] (depuis le 22 septembre 2024)[10]
- NCIS: Origins[11] (depuis le 14 octobre 2024)[10]
- Watson[12] (depuis le 26 janvier 2025)[13]

### Sitcom
- Voisins mais pas trop (The Neighborhood) (2018–en cours)
- Ghosts : Fantômes à la maison (Ghosts)[14] (depuis le 7 octobre 2021)[15]
- Georgie and Mandy's First Marriage[16] (spin-off de Young Sheldon, depuis le 17 octobre 2024)[10]

## Séries à venir
- DMV[17] (sitcom, lundis à 20 h 30 dès le 13 octobre 2025)[18]
- Sheriff Country[19] (spin-off de Fire Country, vendredis à 20 h dès le 17 octobre 2025)[18]
- Boston Blue[20] (spin-off de Blue Bloods, vendredis à 22 h dès le 17 octobre 2025)[18]

Les dates de première diffusion pour les séries dans cette liste seront dévoilées au cours de la saison.
- CIA[21] (spin-off de FBI, pour la mi-saison 2025-2026)[18]
- Y: Marshals (spin-off de Yellowstone, commandé pour le printemps 2026)[22]
- Einstein[17] (drame basé sur la série allemande, commandé pour le printemps 2026)
- Cupertino[23] (drame de Robert et Michelle King, commandé pour le printemps 2026)

## Anciennes séries diffusées sur CBS

### Feuilletons
- As the World Turns (1956–2010)
- The Brighter Day (en) (1954–1962)
- Capitol (1982–1987)
- The Clear Horizon (en) (1960–1962)
- The Edge of Night (1956–1975, puis ABC)
- The Egg and I (1951–1952)
- The First Hundred Years (en) (1950–1952)
- Full Circle (en) (1960–1961)
- Haine et Passion (Guiding Light) (1952–2009)
- Hotel Cosmopolitan (1957–1958)
- Love is a Many Splendored Thing (en) (1967–1973)
- Love of Life (en) (1951–1980)
- Portia Faces Life (en) (1954–1955; puis The Inner Flame en 1955)
- The Road of Life (1954–1955)
- C'est déjà demain (Search for Tomorrow) (1951–1982, puis NBC)
- The Secret Storm (en) (1954–1974)
- The Seeking Heart (1954–1955)
- Valiant Lady (en) (1953–1957)
- Where the Heart Is (en) (1969–1973)
- Woman with a Past (en) (1954)

### Aventures/Crimes/Policier
- Supercopter (Airwolf) (1984–1986, puis USA Network)
- American Gothic (2016)
- Barnaby Jones (1973–1980)
- Battle Creek (2015)
- Big Apple (2001)
- Big Shamus, Little Shamus (en) (1979)
- Blood & Treasure[24] (2019[25], puis sur Paramount+)
- Blue Bloods (2010–2024)
- Enquête privée (Bodies of Evidence) (1992–1993)
- Frank, chasseur de fauves (Bring 'Em Back Alive) (1982–1983)
- L'Homme à la Rolls (Burke's Law) (1994–1995)
- Cagney et Lacey (Cagney & Lacey) (1982–1988)
- Cannon (1971–1976)
- CHAOS (2011)
- Clarice (2021)
- Close to Home : Juste Cause (Close to Home) (2005–2007)
- Cold Case : Affaires classées (Cold Case) (2003–2010)
- Espion modèle (Cover Up) (1984–1985)
- Esprits criminels (Criminal Minds) (2005–2020)
- Esprits criminels : Unité sans frontières (Criminal Minds: Beyond Borders) (2016–2017)
- Criminal Minds: Suspect Behavior (2011)
- Les Experts (CSI: Crime Scene Investigation) (2000–2015)
- Les Experts : Cyber (CSI: Cyber) (2015–2016)
- Les Experts : Miami (CSI: Miami) (2002–2012)
- Les Experts : Manhattan (CSI: NY) (2004–2013)
- Les Experts : Vegas (CSI: Vegas) (2021–2024)
- Diagnostic : Meurtre (Diagnosis: Murder) (1993–2001)
- Washington Police (The District) (2000–2004)
- E.A.R.T.H. Force (en) (1990)
- East New York (2022–2023)
- Eleventh Hour (2008–2009)
- Equalizer (The Equalizer) (1985–1989)
- The Equalizer (2021–2025)
- FBI: International (2021–2025)
- FBI: Most Wanted (2020–2025)
- Le Justicier des ténèbres (Forever Knight) (1992–1996)
- Golden Boy (2013)
- FBI : Opérations secrètes (The Handler) (2003–2004)
- Hawaï police d'État (Hawaii Five-O) (1968–1980)
- Hawaii 5-0 (Hawaii Five-0) (2010–2020)
- Dans la chaleur de la nuit (In the Heat of the Night) NBC (1988–1992), CBS (1992–1995)
- Janek (1985–1994)
- Kojak (1973–1978)
- MacGyver (2016–2021)
- Magnum (Magnum, P.I.) (1980–1988)
- Magnum P.I. (2018–2022)
- Mannix (1967–1975)
- Le Flic de Shanghaï (Martial Law) (1998–2000)
- Medium NBC (2005–2009), CBS (2009–2011)
- Mike Hammer (Mickey Spillane's Mike Hammer/The New Mike Hammer) (1984–1985)
- Mr. et Mrs. Smith (Mr. & Mrs. Smith) (1996)
- Bonne chance M. Lucky (Mr. Lucky) (1959–1960)
- Nash Bridges (1996–2001)
- NCIS: Hawaiʻi (2021–2024)
- NCIS : Los Angeles (2009–2023)
- NCIS : Nouvelle-Orléans (NCIS: New Orleans) (2014–2021)
- NYC 22 (2012)
- Waikiki Ouest (One West Waikiki) (1994)
- Enquêtes à Palm Springs (P.S. I Luv U) (1991–1992)
- Richard Diamond (Richard Diamond, Private Detective) (1956–1959)
- Los Angeles : Division homicide (Robbery Homicide Division) (2002)
- Route 66 (1960–1964)
- Rush Hour (2016)
- Les deux font la paire (Scarecrow and Mrs. King) (1983–1987)
- SEAL Team (2017–2021, puis sur Paramount+)
- Les Dessous de Palm Beach (Silk Stalkings) (1991–1993) puis USA Network
- Simon et Simon (Simon & Simon) (1981–1988)
- Le Successeur (Sons of Thunder) (1999–2001)
- S.W.A.T. (2017–2025)
- Switch (1975–1978)
- Tequila et Bonetti (Tequila and Bonetti) (1992)
- Hooker (T.J. Hooker) ABC (1982–1985), CBS (1985–1986)
- Training Day (2017)
- True Lies (2023)
- Au cœur de l'enquête (Under Suspicion) (1994–1995)
- The Unit : Commando d'élite (The Unit) (2006–2009)
- Walker, Texas Ranger (1993–2001)
- Les Petits Génies (Whiz Kids) (1983–1984)
- Un flic dans la mafia (Wiseguy) (1987–1990)
- FBI : Portés disparus (Without a Trace) (2002–2009)

### Drames
- 2000, avenue de l'océan (2000 Malibu Road) (1992)
- 3 lbs (2006)
- Espions d'État (The Agency) (2001–2003)
- Alfred Hitchcock présente (Alfred Hitchcock Presents) (1955–1960) puis NBC (1960–1962)
- Suspicion (The Alfred Hitchcock Hour) (1962–1964) puis NBC (1964–1965)
- All Rise (2019–2021, puis OWN)
- The Bradys (en) (1990)
- BrainDead (2016)
- Brooklyn South (1997–1998)
- The Brotherhood of Poland, New Hampshire (en) (2003)
- Bull (2016–2022)
- California Fever (en) (1979)
- Cane (2007)
- Central Park West (1995–1996)
- Challenge of the Yukon (1955–1958)
- Échec et mat (Checkmate) (1960–1962)
- Chicago Hope : La Vie à tout prix (Chicago Hope) (1994–2000)
- Christy (en) (1994–1995)
- Citizen Baines (en) (2001)
- City Hospital (en) (1951–1953)
- City of Angels (2000)
- Le Client (en) (The Client) (1995–1996)
- Climax! Mystery Theater (1954–1958)
- Clubhouse (2004)
- The Code (2019)
- Code Black (2015–2018)
- Crazy Like a Fox (en) (1984–1986)
- Crusader (1955–1956)
- Daktari (1966–1969)
- Dallas (1978–1991)
- Le Juge de la nuit (Dark Justice) (1991–1993)
- Les Accusés (The Defenders) (1961–1965)
- The Defenders (2010–2011)
- Dirty Dancing (en) (1988–1989)
- Dolphin Cove (en) (1989)
- Doubt (2017)
- Un tandem de choc (Due South) (1994–1996)
- Shérif, fais-moi peur (The Dukes of Hazzard) (1979–1985)
- Dr Vegas (2004)
- Demain à la une (Early Edition) (1996–2000)
- East Side/West Side (1963–1964)
- The Education of Max Bickford (en) (2001–2002)
- Elementary (2012–2019)
- Enos (1980–1981)
- Evil[26] (2019–2020[27] - puis Paramount+)
- The Ex List / Bella et ses ex (The Ex List) (2008)
- EZ Streets (1996–1997)
- Falcon Crest (1981–1990)
- Associées pour la loi (Family Law) (1999–2002)
- First Monday (2002)
- Embarquement immédiat (Flying High) (1978–1979)
- Frank's Place (en) (1987–1988)
- Le Fugitif (The Fugitive) (2000–2001)
- Mon ami Ben (Gentle Ben) (1967–1969)
- God Friended Me (2019–2020)
- Good Sam (2022)
- The Good Wife (2009–2016)
- Le Protecteur (The Guardian) (2001–2004)
- Le Justicier de l'ombre (Hack) (2002–2004)
- Harper's Island (2009)
- Hostages (2013–2014)
- The Human Factor (1992)
- Instinct (2018–2019)
- JAG NBC (1995–1996), CBS (1997–2005)
- La loi est la loi (Jake and the Fatman) (1987–1992)
- Jericho (2006–2008)
- Le Monde de Joan (Joan of Arcadia) (2003–2005)
- Amy (Judging Amy) (1999–2005)
- Côte Ouest / Les Héritiers du rêve (Knots Landing) (1979–1993)
- L.A. Docs (en) (1998–1999)
- Lassie (1954–1973)
- The Law & Harry McGraw (en) (1987–1988)
- Lou Grant (1977–1982)
- Madam Secretary (2014–2019)
- Made in Jersey (2012)
- Medical Center (1969–1976)
- Mentalist (The Mentalist) (2008–2015)
- Miami Medical (2010)
- Mission impossible (1966–1973)
- Mon amie Flicka (My Friend Flicka) (1955–1956)
- Arabesque (Murder, She Wrote) (1984–1996)
- New York News (en) (1995)
- Bienvenue en Alaska (Northern Exposure) (1990–1995)
- Numbers (Numb3rs) (2005–2010)
- Orleans (en) (1997)
- The Paper Chase (en) (1978–1979)
- Perry Mason (1957–1966)
- Person of Interest (2011–2016)
- Un drôle de shérif (Picket Fences) (1992–1996)
- Playhouse 90 (1956–1960)
- Hôpital San Francisco (Presidio Med) (2002–2003)
- Le Prisonnier (The Prisoner) (1968–1969)
- Promised Land (en) (1996–1999)
- Pure Genius (2016–2017)
- Queens Supreme (en) (2003)
- Ransom (2017–2019)
- Reckless (2014)
- The Red Line (en) (2019)
- Scorpion (2014–2018)
- Secrets of Midland Heights (en) (1980–1981)
- Shark (2006–2008)
- Dossier Smith (Smith) (2006)
- Stalker (2014–2015)
- Swingtown (2008)
- Lydia DeLucca (That's Life) (2000–2002)
- Three Rivers (2009)
- Tommy (en)[28] (2020)[29]
- Les Anges du bonheur (Touched by an Angel) (1994–2003)
- L'Enfer du devoir (Tour of Duty) (1987–1990)
- Trapper John, M.D. (en) (1979–1986)
- Tucker's Witch (1982–1983)
- Unforgettable (2011–2014)
- Vegas (2012–2013)
- Viva Laughlin (en) (2007)
- WIOU (1990–1991)
- La Famille des collines (The Waltons) (1972–1981)
- Westinghouse Studio One (en) (1948–1958)
- The White Shadow (en) (1978–1981)
- Wisdom of the Crowd (2017–2018)
- Le Magicien (The Wizard) (1986–1987)

### Science Fiction/Fantaisiste/Surnaturel
- A Gifted Man (2011–2012)
- American Gothic (1995–1996)
- La Belle et la Bête (Beauty and the Beast) (1987–1990)
- Century City (2004)
- Extant (2014–2015)
- The Flash (1990–1991)
- Ghost Whisperer (2005–2010)
- L'Incroyable Hulk (The Incredible Hulk) (1978–1982)
- Intelligence (2014)
- Limitless (2015–2016)
- L'Âge de cristal (Logan's Run) (1977–1978)
- Perdus dans l'espace (Lost in Space) (1965–1968)
- Moonlight (2007–2008)
- Monsieur Merlin (Mr. Merlin) (1981–1982)
- La Cinquième Dimension (The Twilight Zone) (1985–1989)
- Un agent très secret (Now and Again) (1999–2000)
- Otherworld (en) (1985)
- La Planète des singes (Planet of the Apes) (1974)
- Les Vampires de Salem (Salem's Lot) (1979)
- Salvation (2017–2018)
- Isis (The Secrets of Isis) (1975–1977)
- Shazam! (1974–1976)
- So Help Me Todd (en)[3] (2022–2024)[4]
- Supergirl (2015–2016, puis sur The CW)
- Threshold : Premier Contact (Threshold) (2005)
- La Quatrième Dimension (The Twilight Zone) (1959–1964)
- Under the Dome (2013–2015)
- Wolf Lake (2001)
- Wonder Woman ABC (1975–1977), CBS (1977–1979)
- Zoo (2015–2017)

### Western
- Aigle noir (Brave Eagle) (1955–1956)
- Cimarron (Cimarron Strip) (1967–1971)
- Docteur Quinn, femme médecin (Dr. Quinn, Medicine Woman) (1993–1998)
- Gunsmoke (1955–1975)
- Have Gun – Will Travel (1957–1963)
- Hotel de Paree (en) (1959–1960)
- Les Sept Mercenaires (The Magnificent Seven) (1998–1999)
- Rawhide (Rawhide) (1959–1966)
- Les Mystères de l'Ouest (The Wild Wild West) (1965–1970)
- Au nom de la loi (Wanted: Dead or Alive) (1958–1961)

### Sitcom
- $h*! My Dad Says (2010–2011)
- 2 Broke Girls (2011–2017)
- 704 Hauser (1994)
- 9JKL (2017–2018)
- Parents par accident (Accidentally on Purpose) (2009–2010)
- AfterMASH (1983–1985)
- Alice (1976–1985)
- All in the Family (1971–1979)
- Presque parfaite (Almost Perfect) (1995–1996)
- Angel (en) (1960–1961)
- Angel from Hell (2016)
- Anna et le Roi (Anna and the King) (1972–1973)
- Annie McGuire (1988)
- Archie Bunker's Place (en) (1979–1983)
- Arnie (en) (1970–1972)
- The Andy Griffith Show (1960–1968)
- Baby Bob (en) (2002–2003)
- Baby, I'm Back (en) (1978)
- Bad Teacher (2014)
- Becker (1998–2004)
- Bette (en) (2000–2001)
- The Betty Hutton Show (en) (1959–1960)
- The Betty White Show (en) (1977–1978)
- The Beverly Hillbillies (1962–1971)
- The Big Bang Theory (2007–2019)
- Big Eddie (en) (1975)
- Bob Hearts Abishola (en)[30] (2019–2024)[27]
- The Bob Newhart Show (en) (1972–1978)
- The Boys (en) (1993)
- B Positive (en)[31] (2020–2022)[32]
- Bram & Alice (en) (2002)
- Bridget Loves Bernie (en) (1972–1973)
- Broke (2020)
- Calucci's Department (en) (1973)
- Can't Hurry Love (en) (1995–1996)
- Carol's Second Act (2019–2020)
- La Classe (The Class) (2006–2007)
- Center of the Universe (en) (2004–2005)
- Charles s'en charge (Charles in Charge) (1984–1985) puis syndication
- Charlie Lawrence (en) (2003)
- L'Irrésistible Jack (The Closer) (1998)
- Cosby (1996–2000)
- Alex Rose (Courting Alex) (2006)
- The Crazy Ones (2013–2014)
- Cybill (1995–1998)
- Daddy's Girls (en) (1994)
- December Bride (en) (1954–1959)
- The Dennis O'Keefe Show (1959)
- Denis la petite peste (Dennis the Menace) (1959–1963)
- Femmes d'affaires et Dames de cœur (Designing Women) (1986–1993)
- The Dick Van Dyke Show (1961–1966)
- Doris comédie (The Doris Day Show) (1968–1973)
- Eisenhower & Lutz (en) (1988)
- The Ellen Show (2001–2002)
- Empire (en) (1984)
- E/R (1984–1985)
- The Eve Arden Show (en) (1957–1958)
- Evening Shade (en) (1990–1994)
- Tout le monde aime Raymond (Everybody Loves Raymond) (1996–2005)
- Fam (en) (2019)
- Cher oncle Bill (Family Affair) (1966–1971)
- Family Album (en) (1993)
- La Vie de famille (Family Matters) ABC (1989–1997) puis CBS (1997–1998)
- Fast Times (en) (1986)
- Papa a raison (Father Knows Best) (1954–1962)
- Flo (en) (1980–1981)
- Friends with Better Lives (2014)
- La Nouvelle Vie de Gary (Gary Unmarried) (2008–2010)
- George & Leo (en) (1997–1998)
- The George Wendt Show (en) (1995)
- The George Burns and Gracie Allen Show (1950–1958)
- Max la Menace (Get Smart) NBC (1965–1969) puis CBS (1969–1970)
- L'Île aux naufragés (Gilligan's Island) (1964–1967)
- Gloria (en) (1982–1983)
- The Golden Palace (1992–1993)
- Gomer Pyle, U.S.M.C. (en) (1964–1969)
- Good Advice (1993–1994)
- Good Morning, World (en) (1967–1968)
- Good Sports (en) (1991)
- Good Times (1974–1979)
- Goodnight, Beantown (en) (1983–1984)
- The Governor & J.J. (en) (1969–1972)
- Grapevine (en) (1992, 2000)
- The Great Indoors (2016–2017)
- Les Arpents verts (Green Acres) (1965–1971)
- The Gregory Hines Show (en) (1997–1998)
- Gun Shy (1983)
- Happy Together (2018–2019)
- Adèle (Hazel) NBC (1961–1965), CBS (1965–1966)
- He & She (en) (1967–1968)
- Heartland (en) (1989)
- Hearts Afire (en) (1992–1995)
- Hennesey (en) (1959–1962)
- Here's Lucy (en) (1968–1974)
- High Society (en) (1995–1996)
- Papa Schultz (Hogan's Heroes) (1965–1971)
- The Honeymooners (1955–1956)
- House Calls (en) (1979–1982)
- How I Met Your Mother (2005–2014)
- Gentleman : mode d'emploi (How to Be a Gentleman) (2011)
- How We Roll (en)[33] (2022)[34]
- I Love Lucy (1951–1957)
- If Not for You (1995)
- In the Beginning (en) (2002)
- It's About Time (en) (1966–1967)
- The Jack Benny Program (1950–1964) puis NBC (1964–1965)
- The Jeffersons (1975–1985)
- Aline et Cathy (Kate & Allie) (1984–1989)
- Kevin Can Wait (2016–2018)
- Un gars du Queens (The King of Queens) (1998–2007)
- Ladies Man (1999–2001)
- A League of Their Own (en) (1993)
- Leave It to Beaver (1957–1958) puis ABC (1958–1963)
- Life in Pieces (2015–2019)
- Listen Up! (en) (2004–2005)
- Living Biblically (en) (2018)
- Love & Money (en) (1999–2000)
- New York Café (Love & War) (1992–1995)
- Love Monkey (2006)
- The Lucy–Desi Comedy Hour (en) (1957–1960)
- L'Extravagante Lucy (The Lucy Show) (1962–1968)
- Papa a un plan (Man with a Plan) (2016–2020)
- Dobie Gillis (The Many Loves of Dobie Gillis) (1959–1963)
- The Mary Tyler Moore Show (1970–1977)
- M*A*S*H (1972–1983)
- Mad Love (2011)
- Major Dad (1989–1993)
- Mary (en) (1985–1986)
- Maude (1972–1978)
- The McCarthys (2014–2015)
- Meego (1997)
- Me, Myself and I (2017)
- Mike and Molly (2010–2016)
- The Millers (2013–2014)
- Monsieur Ed, le cheval qui parle (Mister Ed) (1961–1966)
- Mr. Terrific (en) (1967)
- Mom (2013–2021)
- Morton & Hayes (en) (1991)
- Muddling Through (en) (1994)
- Murphy Brown (1988–1998, 2018)
- Les Monstres (The Munsters) (1964–1966)
- My Big Fat Greek Life (en) (2003)
- Mon martien favori (My Favorite Martian) (1963–1966)
- My Little Margie (en) (1952–1953 puis sur NBC)
- My Living Doll (en) (1964–1965)
- My Sister Eileen (en) (1960–1961)
- My Sister Sam (en) (1986–1988)
- Mes trois fils (My Three Sons) ABC (1960–1965), CBS (1965–1972)
- Une nounou d'enfer (The Nanny) (1993–1999)
- Old Christine (The New Adventures of Old Christine) (2006–2010)
- The New Andy Griffith Show (en) (1971)
- The New Bill Cosby Show (en) (1972–1973)
- The New Dick Van Dyke Show (en) (1971–1974)
- The New Phil Silvers Show (en) (1963–1964)
- Newhart (1982–1990)
- Normal Life (en) (1990)
- The Odd Couple (2015–2017)
- Au fil des jours (One Day at a Time) (1975–1984)
- Out of Practice (2005–2006)
- Park Place (en) (1981)
- Partners (2012)
- Pete and Gladys (en) (1960–1962)
- Petticoat Junction (en) (1963–1970)
- The Phil Silvers Show (en) (1955–1959)
- Phyllis (1975–1977)
- Poppa's House (en)[8] (2024–2025)[10]
- Private Benjamin (en) (1981–1983)
- Raising Miranda (en) (1988)
- Rhoda (en) (1974–1978)
- Rob (2012)
- Roll Out (en) (1973–1974)
- Roxie (en) (1987)
- The Royal Family (en) (1991–1992)
- Leçons sur le mariage (Rules of Engagement) (2007–2013)
- The Sandy Duncan Show (en) (1971–1972)
- Macho Man (Some of My Best Friends) (2001)
- Square Pegs (1982–1983)
- Notre belle famille (Step by Step) (1997–1998)
- Une famille presque parfaite (Still Standing) (2002–2006)
- The Stones (en) (2004)
- Struck by Lightning (en) (1979)
- Superior Donuts (2016–2018)
- Take Five (en) (1987)
- Teech (en) (1991)
- The Tom Ewell Show (en) (1960–1961)
- To Rome with Love (en) (1969–1971)
- Trial and Error (en) (1988)
- The Trouble with Larry (en) (1993)
- Mon oncle Charlie (Two and a Half Men) (2003–2015)
- The Unicorn (en)[30] (2019–2021)[27]
- United States of Al (en)[35] (2021–2022)[36]
- The Van Dyke Show (en) (1988)
- We Are Men (2013)
- Welcome to New York (en) (2000–2001)
- Welcome to The Captain (en) (2008)
- We've Got Each Other (en) (1977–1978)
- WKRP in Cincinnati (1978–1982)
- Worst Week : Pour le meilleur... et pour le pire ! / Une semaine d'enfer (Worst Week) (2008–2009)
- Oui, chérie ! (Yes, Dear) (2000–2006)
- Young Sheldon (2017–2024)

### Animation
- Fish Police (1992)

### Mini-séries
- Comanche Moon (2008)
- Les Visiteurs de l'au-delà (Intruders) (1992)
- Lonesome Dove (1989)
- L'Amour en héritage (Mistral's Daughter) (1984)

### Cas spéciaux
- Company Town (drame, pilote commandé pour la saison 2006–2007, non retenu)
- Friend Me (comédie de mi-saison 2012–2013 jamais diffusée)
- Manhunt: Deadly Games (série de spectrum, 2020)[37]
- Star Trek: Discovery (série originale de CBS All Access, 2020)[37]
- One Day at a Time (saison 4, série originale de Pop, du 12 au 26 octobre 2020)[37]
- Yellowstone (de Paramount+, version censurée, automne 2023)[38]
- Ghosts (en) (série britannique, automne 2023)[38]